# Cheddar (Regno Unito)
Cheddar è un villaggio di 5 724 abitanti del Somerset, in Inghilterra.
È situato in prossimità delle Mendip Hills, a circa 15 chilometri a nord ovest di Wells.

## Amministrazione

### Gemellaggi
- Vernouillet, Francia
- Felsberg, Germania